# 魯邦三世 風魔一族的陰謀
《鲁邦三世 風魔一族的陰謀》（日语：ルパン三世 風魔一族の陰謀）是1987年12月18日上映的日本電影。这是一部作为ODS非电影内容放映的动画。
台灣由三禾多影音有限公司代理發行，其中收錄中文配音。

## 劇情概要
神社裡舉辦著石川五右衛門與墨繩家小紫的結婚式，不料竟出現一群蒙面歹徒打算搶奪墨神家的寶壺，縱使魯邦及時搶回，小紫卻被遭他們擄走。這幫歹徒的真面目是風魔一族，打從400年前就有意圖謀墨神家的財寶……

## 配音員
| 角色         | 配音員     | 配音員 | 備註 |
| 角色         | 日本       | 臺灣   | 備註 |
| ------------ | ---------- | ------ | ---- |
| 魯邦三世     | 古川登志夫 | 孫誠   |      |
| 次元大介     | 銀河万丈   | 田志傑 |      |
| 石川五右衛門 | 鹽澤兼人   | 林谷珍 |      |
| 峰不二子     | 小山茉美   | 馬君珮 |      |
| 銭形警部     | 加藤精三   | 袁光麟 |      |
| 墨神紫       | 莊真由美   | 李明幸 |      |
| 墨神馬場     | 宮内幸平   | 袁光麟 |      |

## 外部連結
- 魯邦三世 風魔一族的陰謀 - allcinema
- 魯邦三世 風魔一族的陰 - KINENOTE